# Mimulopsis runssorica
Mimulopsis runssorica är en akantusväxtart som beskrevs av Gustav Lindau. Mimulopsis runssorica ingår i släktet Mimulopsis och familjen akantusväxter. Inga underarter finns listade i Catalogue of Life.